# ماركس (مسيسيبي)
ماركس (بالإنجليزية: Marks, Mississippi)‏ هي مدينة تقع في الولايات المتحدة في Quitman County. يقدر عدد سكانها بـ 1,551 نسمة ومساحتها 2.7 كم2 وترتفع عن سطح البحر 49 متر.

## التركيبة السكانية
حدّد مكتب تعداد الولايات المتحدة بيانات التركيبة السكانية لماركس في تعداد الولايات المتحدة. في ما يلي، التركيبة السكانية حسب تعدادي 2000 و2010.

### تعداد عام 2000
بلغ عدد سكان ماركس 1,551 نسمة بحسب تعداد عام 2000، وبلغ عدد الأسر 579 أسرة وعدد العائلات 388 عائلة مقيمة في المدينة. في حين سجلت الكثافة السكانية 467.2 نسمة لكل كيلومتر مربع (1,210.0/ميل2). وبلغ عدد الوحدات السكنية 643 وحدة بمتوسط كثافة قدره 193.7 لكل كيلومتر مربع (501.7/ميل2).
وتوزع التركيب العرقي للمدينة بنسبة 34.62% من البيض و64.67% من الأمريكيين الأفارقة و0.06% من الأمريكيين الأصليين و0.19% من الأمريكيين ذوي الأصول الآسيوية و0.45% من عرقين مختلطين أو أكثر و0.39% من الهسبانيون أو اللاتينيون من أي عرق.
بلغ عدد الأسر 579 أسرة كانت نسبة 40.6% منها لديها أطفال تحت سن الثامنة عشر تعيش معهم، وبلغت نسبة الأزواج القاطنين مع بعضهم البعض 32% من أصل المجموع الكلي للأسر، ونسبة 29.2% من الأسر كان لديها معيلات من الإناث دون وجود شريك،  بينما كانت نسبة 5.9% من الأسر لديها معيلون من الذكور دون وجود شريكة وكانت نسبة 33% من غير العائلات. تألفت نسبة 29.7% من أصل جميع الأسر من عدة أفراد يعيشون في نفس المنزل ونسبة 13% كانت تتألف من شخص يعيش بمفرده يبلغ من العمر 65 عاماً أو أكثر. وبلغ متوسط حجم الأسرة المعيشية 2.55، أما متوسط حجم العائلات فبلغ 3.16.
بلغ العمر الوسطي للسكان 35.2 عاماً. وكانت نسبة 28.7% من القاطنين تحت سن الثامنة عشر، وكانت نسبة 8% بين الثامنة عشر والرابعة والعشرين عاماً، ونسبة 26.2% كانت واقعةً في الفئة العمرية ما بين الخامسة والعشرين والرابعة والأربعين عاماً، ونسبة 16.4% كانت ما بين الخامسة والأربعين والرابعة والستين، ونسبة 15.8% كانت ضمن فئة الخامسة والستين عاماً فما فوق. يوجد لكل 100 أنثى 83.1 ذكر، ويوجد لكل 100 أنثى في الثامنة عشر من عمرها فما فوق 74.5 ذكر.
بلغ متوسط دخل الأسرة في المدينة 20,521 دولارًا، أما متوسط دخل العائلة فبلغ 27,153 دولارًا. وكان متوسط دخل الذكور 25,100 دولارًا مقابل 16,985 دولارًا للإناث. وسجل دخل الفرد الخاص بالمدينة 11,104 دولارًا. وكانت نسبة 26.1% من العائلات ونسبة 30.3% من السكان تحت خط الفقر، وكان من هؤلاء نسبة 39.9% تحت سن الثامنة عشر ونسبة 27.7% في الخامسة والستين من العمر وما فوق.

### تعداد عام 2010
بلغ عدد سكان ماركس 1,735 نسمة بحسب تعداد عام 2010، وبلغ عدد الأسر 653 أسرة وعدد العائلات 434 عائلة مقيمة في المدينة. في حين سجلت الكثافة السكانية 522.6 نسمة لكل كيلومتر مربع (1,353.5/ميل2). وبلغ عدد الوحدات السكنية 730 وحدة بمتوسط كثافة قدره 219.9 لكل كيلومتر مربع (569.5/ميل2).
وتوزع التركيب العرقي للمدينة بنسبة 31.76% من البيض و67.09% من الأمريكيين الأفارقة و0.35% من الأمريكيين الأصليين و0.17% من الأمريكيين ذوي الأصول الآسيوية و0.06% من الأعراق الأخرى و0.58% من عرقين مختلطين أو أكثر و0.46% من الهسبانيون أو اللاتينيون من أي عرق.
بلغ عدد الأسر 653 أسرة كانت نسبة 32.3% منها لديها أطفال تحت سن الثامنة عشر تعيش معهم، وبلغت نسبة الأزواج القاطنين مع بعضهم البعض 36% من أصل المجموع الكلي للأسر، ونسبة 25.3% من الأسر كان لديها معيلات من الإناث دون وجود شريك،  بينما كانت نسبة 5.2% من الأسر لديها معيلون من الذكور دون وجود شريكة وكانت نسبة 33.5% من غير العائلات. تألفت نسبة 29.4% من أصل جميع الأسر من عدة أفراد يعيشون في نفس المنزل ونسبة 14.4% كانت تتألف من شخص يعيش بمفرده يبلغ من العمر 65 عاماً أو أكثر. وبلغ متوسط حجم الأسرة المعيشية 2.55، أما متوسط حجم العائلات فبلغ 3.14.
بلغ العمر الوسطي للسكان 40.2 عاماً. وكانت نسبة 23.7% من القاطنين تحت سن الثامنة عشر، وكانت نسبة 9.2% بين الثامنة عشر والرابعة والعشرين عاماً، ونسبة 22.9% كانت واقعةً في الفئة العمرية ما بين الخامسة والعشرين والرابعة والأربعين عاماً، ونسبة 26% كانت ما بين الخامسة والأربعين والرابعة والستين، ونسبة 18.2% كانت ضمن فئة الخامسة والستين عاماً فما فوق. وتوزع التركيب الجنسي للسكان بنسبة 45.2% ذكور و54.8% إناث.

## أعلام
- فريدريك دبليو. سميث